# L'Art

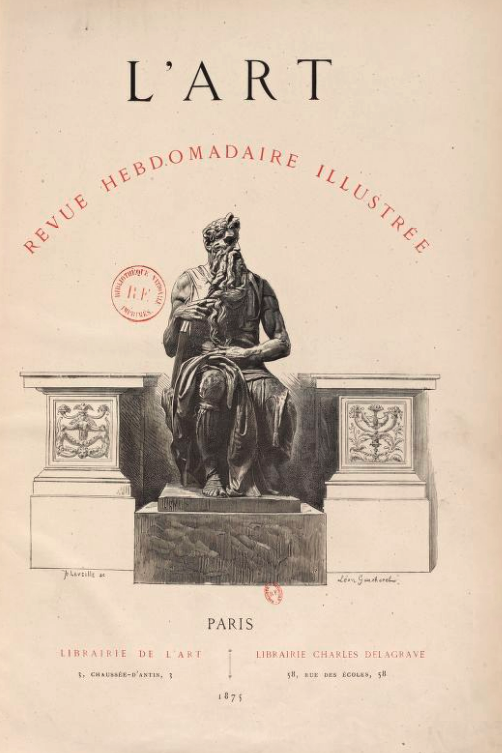
Portada de la primera serie (1875-1893)

L'Art (originalmente publicada como L'Art, revue hebdomadaire illustrée) fue una revista ilustrada francesa publicada por primera vez en 1875 y dirigida por Eugène Véron, como semanario. Dejó de publicarse en 1907.
Dedicada tanto al arte antiguo como moderno, publicó varios grabados originales, incluyendo, en 1877, las cuatro láminas inéditas —procedentes de las planchas que obraban en poder de Eugenio Lucas— de la serie Los disparates de Goya que no habían sido publicadas por Real Academia de Bellas Artes de San Fernando en 1864.

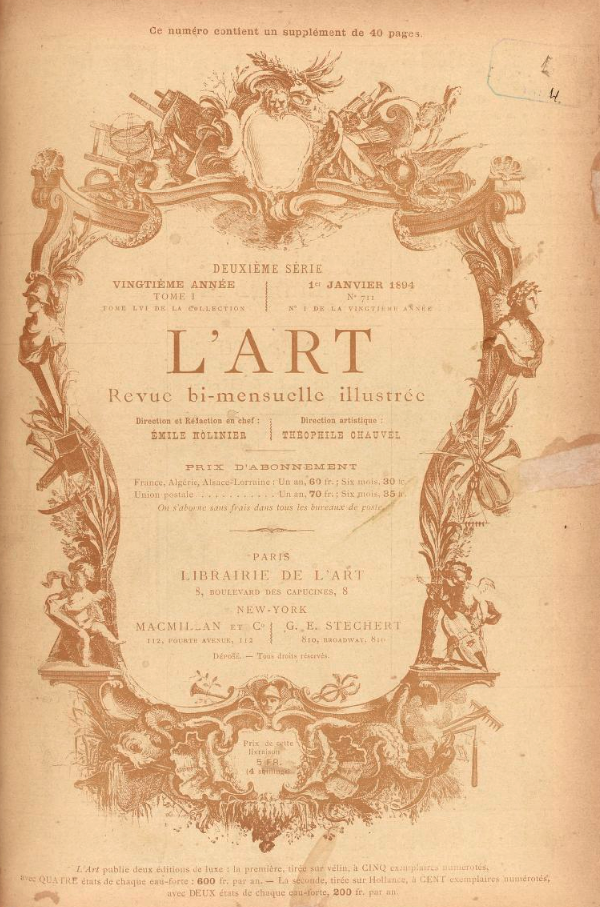
Portada de la segunda serie (1894-1900[1])
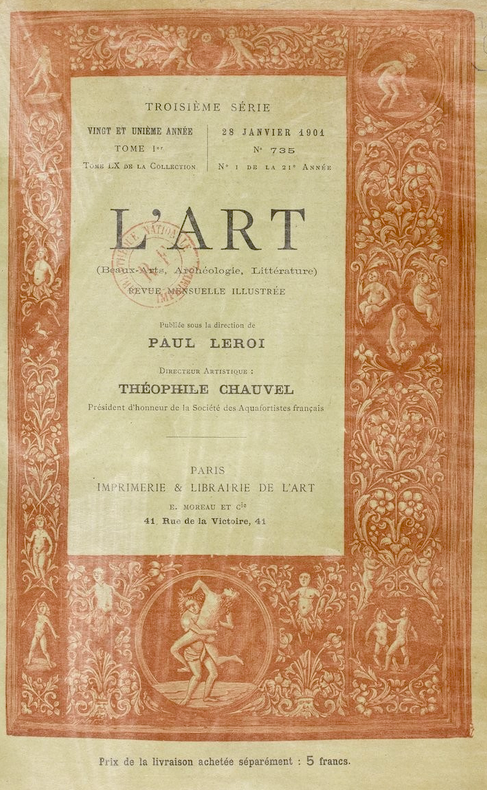
Portada de la tercera serie (1875-1907[1])